# Maringá
Maringá város Brazíliában, Paraná államban. Lakosainak száma 409 657 fő (2022). Maringá Ângulo, Floresta, Paiçandu, Sarandi, Astorga, Doutor Camargo, Iguaraçu, Ivatuba, Mandaguaçu és Marialva községekkel határos.

## Népesség
A település népességének változása:
| Lakosok száma | 357 077 | 403 063 | 430 157 | 436 472 | 409 657 |
|               | 2000    | 2016    | 2020    | 2021    | 2022    |